# باد يوركين
باد يوركين (بالإنجليزية: Bud Yorkin)‏ هو منتج أفلام وكاتب سيناريو ومخرج وممثل أمريكي، ولد في 22 فبراير 1926 بواشنطن في الولايات المتحدة، وتوفي في 18 أغسطس 2015 في الولايات المتحدة. من الجوائز التي نالها جائزة إيمي.

## أعمال

### أفلام
- (1982) بليد رانر[6][7][8][9]
- (2017) بليد رانر 2049[10][11]

## جوائز
- جائزة إيمي

## وصلات خارجية
- باد يوركين على موقع IMDb (الإنجليزية)
- باد يوركين على موقع ألو سيني (الفرنسية)
- باد يوركين على موقع تيرنر كلاسيك موفيز (الإنجليزية)
- باد يوركين على موقع أول موفي (الإنجليزية)
- باد يوركين على موقع قاعدة بيانات برودواي على الإنترنت (الإنجليزية)
- باد يوركين على موقع قاعدة بيانات الأفلام السويدية (السويدية)
- باد يوركين على موقع إن إن دي بي (الإنجليزية)
- باد يوركين على موقع ديسكوغز (الإنجليزية)
- باد يوركين على موقع قاعدة بيانات الفيلم (الإنجليزية)
- باد يوركين على موقع كينوبويسك (الروسية)